# The One
The One és una pel·lícula de terror eròtic dirigida per Jaki Bradley, i protagonitzada per Nicholas Hoult, Melissa Barrera i Lana Condor.
Un dels projectes que serà portat al Marché du Film, la plataforma comercial del Festival de Cinema de Cannes.
HanWay Film aborda la pel·lícula del duo de guionista-director Kevin Armento i Jaki Bradley, que produirà Riley Keough.
A més de protagonitzar, Hoult també produeix al costat de Whitaker Lader a través de la seva productora Dead Duck Films, que té un acord televisiu de primera vista amb MRC TV i Civic Center Mitjana. Keough també produeix amb Gina Gammell a través de la seva productora Felix Culpa, després del seu debut com a directora l'any passat amb la pel·lícula War Pony (2022), que va guanyar la Caméra d'or en el Festival de Cinema de Cannes de 2022.
HanWay Films s'encarrega de les vendes mundials, amb WME Independent i UTA co-representants de la pel·lícula per a Amèrica del Nord.

## Argument
Taylor (Barrera), qui fa un últim esforç per trobar l'amor en convertir-se en concursant d'un reality xou de cites.
Ara que només ella i altres dues dones competeixen per a guanyar-se el cor de Mason (Nicholas Hoult), Taylor comença a sentir que l'artifici del programa s'esvaeix i el joc es torna terriblement real.
Enmig de l'opulent escenari enfront de la platja, cites de conte de fades i xampany en constant flux, la cerca es converteix en obsessió i la rivalitat en traïció a mesura que la realitat mateixa es desdibuixa.

## Repartiment
- Nicholas Hoult com Mason
- Melissa Barrera com Taylor
- Lana Condor